# Hawasupajowie

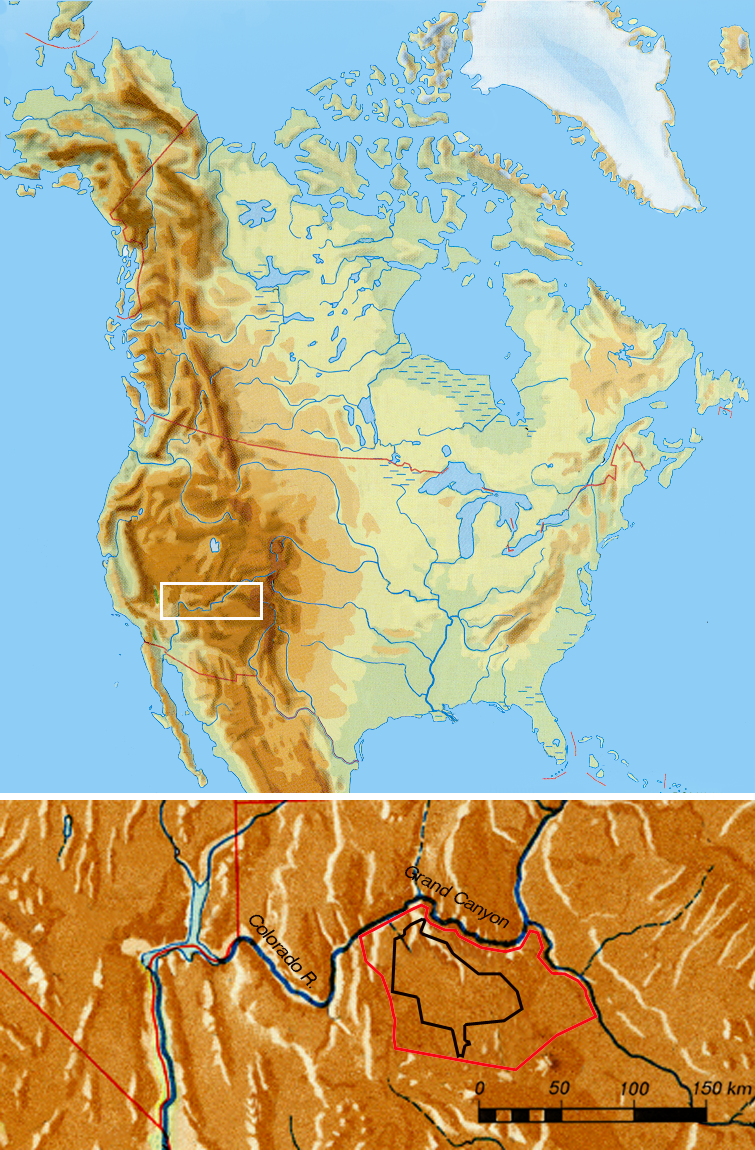
Lokalizacja rezerwatu Hawasupajów

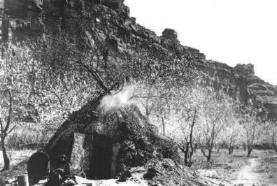
Domostwo z ok. 1887 r.

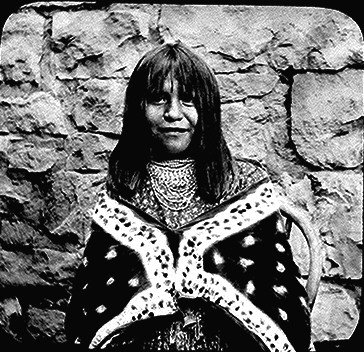
Dziewczyna z plemienia Hawasupajów

Hawasupajowie albo Havasupai – plemię Indian Ameryki Północnej należące do grupy plemion Indian znad rzeki Kolorado (ang. Colorado River Indian Tribes – CRIT). Nazwa plemienia oznacza „lud znad błękitno-zielonej wody”, ale w języku spokrewnionych z nimi Hualapajów nazywano ich po prostu Pai, czyli ludźmi. Od około 1100 roku mieszkali w Kanionie Katarakt, stanowiącym fragment Wielkiego Kanionu i na okolicznym płaskowzgórzu. Mówili językiem z jumańskiej rodziny językowej.

## Historia
Prawdopodobnie wywodzili się od prehistorycznych Kohoninów, odłamu plemion kultury Hakataya. Trzynaście klanów plemienia Pai w przeszłości polowało, uprawiało ziemię i zbierało płody leśne na obszarach północno-zachodniej Arizony wzdłuż rzeki Kolorado. W czasach historycznych podzielili się na trzy odłamy plemienne: Ludzi Gór, Ludzi Płaskowyżu (do którego należeli Hawasupajowie) i wojowniczych Yavapai.
Hawasupajowie byli niezwykle wszechstronni. Polowali zarówno na płaskowyżu na wysokości 600 m n.p.m., jak i w górach na wysokości 4000 m n.p.m. Biali im nie przeszkadzali. Do XIX wieku zaledwie kilku Hiszpanów zapędziło się w ich strony. Wyjątkiem był badacz i odkrywca Francisco Garces, który dotarł do ich kanionu w roku 1776. Dopiero wraz z utworzeniem szlaku od rzeki Rio Grande do Kalifornii biali zaczęli penetrować ich terytoria, co czasami powodowało zbrojne zrywy Indian. Dopiero jednak poszukiwacze złota, którzy zaczęli penetrować Kanion Katarakt, wywołali ich gwałtowniejszą reakcję. Na ich nieszczęście zerwali się do walki (tzw. wojna Hulapajów 1865–1869) w chwili zakończenia w Stanach Zjednoczonych wojny secesyjnej, gdy w kraju był nadmiar wojska i nowoczesnej broni. Zostali więc pokonani i od tego czasu usługiwali jako zwiadowcy armii walczącej z Apaczami Tonto. w dodatku nie zostali zesłani – jak Hulapajowie – do rezerwatu i mogli wrócić do swego odizolowanego, przez nikogo początkowo nie odwiedzanego kanionu. Od tego czasu pomiędzy oboma plemionami tworzyła się coraz większa luka kulturowa. W roku 1880 władze uznały, że ich siedziby wzdłuż potoku Havasu Creek będą ich rezerwatem, a w 1882 r. ograniczyły jego wielkość do zaledwie 518 akrów powierzchni. Niektórzy z Huwasupajów aż do roku 1934 zajmowali się zbieractwem na płaskowyżu nad kanionem, ale Zarząd Parków Narodowych (ang. National Park Service) wyburzył domostwa, a ich samych przegonił do rezerwatu.
Hawasupajowie zaczęli teraz intensywnie uprawiać niewielki teren, gdzie zajęli się – na szeroką skalę – uprawą brzoskwiń, a w roku 1912 sprowadzili bydło. Ich liczebność – w wyniku epidemii ospy i cholery – spadła do około stu osób. Sytuacja stawała się coraz gorsza, a ceny w lokalnym sklepiku sięgały 150% cen w okolicznych miejscowościach. Dopiero w latach 1960. przyszedł im z pomocą rząd federalny dając pracę i budując nowoczesne, wygodne domy. Jednocześnie jednak zmniejszał się areał upraw, bowiem coraz większych pastwisk wymagały konie i muły, hodowane na potrzeby turystyki w rejonie Wielkiego Kanionu, główne źródło dochodów plemienia. W końcu, w roku 1975, władze oddały im 185 tys. akrów ziemi ich przodków wzdłuż południowej krawędzi kanionu.

## Życie codzienne
Plemię nie jest dla Hawasupajów najważniejsze. Podstawową jednostką społeczną jest rodzina. W przeszłości zawarcie małżeństwa wyglądało w ten sposób, że mężczyzna wprowadzał się do domu rodziców żony. Do własnego domu przenosili się, gdy urodziło się pierwsze dziecko. Kobiety nie posiadały żadnej własności. Dziecko po urodzeniu zostawało w plecionym nosidle praktycznie do wieku, w którym mogło zacząć naukę chodzenia. Podziału pracy według płci nie było.
Mieszkali w kopulastych domostwach zbudowanych z sitowia oblepianego gliną, ale zamieszkane były też jaskinie u podnóża klifu. Kilka większych kopulastych budowli służyło praktykom religijnym i rozrywkom. Uprawiali kukurydzę, fasolę i inne strączkowe, słoneczniki i tytoń. W zimie wędrowali po płaskowyżu i jedli, co dało się upolować lub zebrać. Prowadzili też ożywiony handel wymienny z Hopi i innymi okolicznymi plemionami, oferując skóry upolowanych zwierząt, sól i hematytową czerwoną farbę w zamian za ceramikę, żywność i odzież. Wyplatane przez kobiety kosze były wysoko cenione.

## Czasy dzisiejsze
Największe zyski czerpią Hawasupajowie z turystyki. Obok przewodników i zwierząt wierzchowych oferują pole kempingowe, hotel, restaurację, a ponadto sprzedają pamiątki – głównie kosze. Plemię posiada spore stado bydła. Niektórzy pracują w centrum turystycznym Wielkiego Kanionu. Obawiając się skażenia terenu, rada plemienna zakazała na swych terytoriach wydobycia uranu i walczy ze skażeniem terenu w pobliskich lasach Kaibab.
Jak sto lat temu świętują Zbiór Brzoskwiń na jesieni, ale musieli ceremonię przesunąć nieco w czasie ze względu na młodzież, wyjeżdżającą do szkół poza rezerwatem. Są tacy, którzy nigdy nie opuścili rezerwatu, większość opuszcza go tylko kilka razy w roku (najbliższa miejscowość znajduje się w odległości 60 km). Dawne tradycje religijne są kultywowane, ale żywy jest też – zwłaszcza wśród młodszych – rastafarianizm.